# Discoup
Discoup è una piattaforma italiana dedicata alla raccolta e distribuzione di codici sconto e offerte online. Fondata nel 2013, l'azienda ha progressivamente ampliato i propri servizi, collaborando con numerosi e-commerce e operando in mercati internazionali.

## Storia
Discoup è stato fondato nel 2013 a Vicenza con il nome "Più Codici Sconto". L'idea alla base della piattaforma era di fornire uno strumento semplice e gratuito per permettere agli utenti di risparmiare sugli acquisti online, rispondendo alla crescente diffusione dell'e-commerce in Italia.
Nel 2020, la piattaforma ha subito un processo di rebranding e ha adottato il nome "Discoup". Questo cambiamento è stato motivato dalla volontà di rendere il brand più riconoscibile a livello internazionale, combinando i termini "discount" e "coupon".
Dopo il rebranding, Discoup ha avviato un'espansione internazionale. Nel 2022 ha fatto il suo ingresso nel mercato spagnolo, seguito nel 2023 dall'apertura in Francia, Germania, Stati Uniti e Regno Unito.

## Modello di business
Discoup offre una piattaforma gratuita dove gli utenti possono accedere a codici sconto e promozioni suddivise per categoria e negozio. Grazie alla collaborazione con oltre 2.500 e-commerce, Discoup consente ai consumatori di risparmiare su un'ampia gamma di prodotti e servizi.

## Espansione Internazionale
A partire dal 2022, Discoup ha iniziato a espandere la propria presenza al di fuori dell'Italia. Il primo passo è stato l'ingresso nel mercato spagnolo, seguito nel 2023 dall'apertura in Francia, Germania, Stati Uniti e Regno Unito. Questi sviluppi hanno contribuito all'ampliamento della rete di collaborazioni con e-commerce internazionali.

## Iniziative
Discoup ha promosso diverse iniziative sociali e culturali, tra cui borse di studio rivolte a studenti meritevoli. In collaborazione con European Funding Guide, l'azienda ha sostenuto progetti innovativi e di valore sociale.

## Riconoscimenti
Discoup è stato citato in diverse pubblicazioni per il suo contributo nel settore dei codici sconto e delle offerte online. È stato incluso nelle classifiche "FT 1000 - Europe's Fastest Growing Companies" del *Financial Times* e "Leader della Crescita" de *Il Sole 24 Ore* negli anni 2022, 2023 e 2024.

## Sfide nel settore
Il settore dei codici sconto e delle offerte online presenta sfide legate alla visibilità nei motori di ricerca. Una delle problematiche emerse negli ultimi anni riguarda l'uso strategico di sottodomini o sottocartelle di siti consolidati, una pratica che può influenzare la competizione nei risultati di ricerca. Questo fenomeno, noto come "abuso della reputazione del sito", è stato oggetto di analisi in ambito SEO.